# Ditadura constitucional
Ditadura constitucional é uma forma de governo na qual os poderes ditatoriais se originam e permanecem limitados pela Constituição.  A autoridade ditatorial geralmente é concedida a alguém em tempos de emergência, como na Roma antiga.

## História

### Ditadura Romana
Em momentos de crise, República Romana indicava um ditador (Dictator) que poderia governar com poderes ilimitados por um período estipulado. Ao contrário de outros magistrados romanos, um ditador não estava sujeito à revisão de suas ações na conclusão de seu mandato.

### Exemplos de poderes concedidos constitucionalmente
Abraham Lincoln, presidente dos Estados Unidos durante a Guerra Civil Americana, exerceu poderes extraordinários para preservar a União. As ações ditatoriais de Lincoln incluíram ordenar diretamente a prisão e a detenção de simpatizantes confederados e a suspensão do direito a habeas corpus. Thomas Dilorenzo viu que Lincoln abusou desse poder por seu avanço político, e que esse uso foi potencialmente prejudicial à liberdade.
A República de Weimar, que sucedeu ao Império Alemão após a Primeira Guerra Mundial, adotava um dispositivo constitucional que permitia expressamente ao presidente governar por decreto, sem consultar o legislativo. Esse dispositivo foi usado por Adolf Hitler para consolidar seus poderes após o presidente Paul Von Hindenburg indicá-lo para o cargo de chanceler da Alemanha.
O presidente dos EUA, Franklin D. Roosevelt, também exerceu poderes extraordinários em resposta à Grande Depressão e à Segunda Guerra Mundial. As ações de Roosevelt incluíram o fechamento dos bancos, e uma moratória sobre execuções de hipotecas. Durante a Segunda Guerra Mundial, vendo nos japoneses e nipo-americanos uma ameaça à nação, Roosevelt ordenou sua realocação para campos de concentração.
No século XXI, John Yoo, advogado e teórico legal, elaborou a teoria do executivo unitário para conceder uma autoridade maciça ao presidente dos EUA, em sua capacidade de comandante em chefe das forças armadas. Yoo forneceu a base intelectual para muitas das ações realizadas pelo governo George W. Bush após os atentados de 11 de setembro de 2001.